# Bob van den Born
Bob van den Born (Amsterdam, 30 oktober 1927 – 27 november 2017) was een Nederlands beeldend kunstenaar en striptekenaar. Hij werd opgeleid als grafisch docent.

## Loopbaan
Zijn bekendste stripwerk is Professor Pi. In de strips van één, hooguit twee plaatjes draait het om een klein, onverstoorbaar mannetje met een groot kaal hoofd en een rond brilletje. Aanvankelijk werd deze stripfiguur in het Engelse tijdschrift Time and Tide gepubliceerd. Vanaf januari 1955 plaatste Het Parool ze ook als dagstrip. De serie liep tot en met december 1965. Professor Pi had zoveel succes dat de strip ook in Italië en Zwitserland gepubliceerd werd.
Daarnaast tekende Van den Born boekomslagen en illustreerde hij een aantal boeken. Hij heeft ook karikaturen van bekende politici en sporters gemaakt uit klei en papier-maché, onder andere voor Madame Tussauds. Daarnaast maakte hij schilderijen. Na zijn pensioen was hij op kleinere schaal actief en maakte collages op de computer.
Van den Born overleed in november 2017 op op 90-jarige leeftijd.
Hij was op dezelfde dag geboren als collega striptekenaar Willy Maltaite.